# كريستيان غريم
كريستيان غريم (بالألمانية: Christian Grimm)‏ (4 فبراير 1987 في ألمانيا - ) هو لاعب كرة قدم ألماني في مركز الوسط. لعب مع نادي هامبورغ 08 و1. FSV Mainz 05 II ‏ ونادي إلفرسبيرغ ونادي بيرمازنز.

## وصلات خارجية
- كريستيان غريم على موقع قاعدة بيانات كرة القدم.إي يو (الإنجليزية)
- كريستيان غريم على موقع بيانات كرة القدم. دي إي (الألمانية)
- كريستيان غريم على موقع Soccerway.com (الإنجليزية)
- كريستيان غريم على موقع عالم كرة القدم.نت (الإنجليزية)